# Керимов, Муса Абдурахманович
Муса Абдурахманович Керимов (род. 1938, Бено-Юрт, Чечено-Ингушская АССР) — советский хозяйственный, государственный и политический деятель.

## Биография
Родился в 1938 году в Бено-Юрте. Член КПСС.
С 1961 года — на хозяйственной, общественной и политической работе. В 1961—1990 годах — слесарь-котельщик машиностроительного завода «Красный молот», инженер-конструктор, начальник цеха, старший инженер-технолог, начальник отдела, главный инженер, директор Аргунского завода пищевого машиностроения, секретарь Чечено-Ингушского обкома КПСС, Председатель Совета Министров Чечено-Ингушской АССР.
С 1994 по 1996 год занимал должность директора Департамента налоговой полиции.
Избирался депутатом Верховного Совета РСФСР 10-го и 11-го созывов. Делегат XXVII съезда КПСС и XIX партконференции.
Живёт в Чеченской Республике.